# Fredriksbergs kyrka
Fredriksbergs kyrka är en kyrkobyggnad som tillhör Falköpings församling i Skara stift. Den ligger i stadsdelen Fredriksberg i Falköpings kommuns centralort.

## Försäljning
Enligt beslut från 2019 ska kyrkan försäljas och definitivt beslut fattades i mars 2022. Kyrkan köptes år 2023  av Falköpings kommun för fem miljoner kroner och lokalerna kommer att byggas om till daglig verksamhet. Byggkostnaden beräknas till 22 miljoner kronor. Den sista högmässan i kyrkan firades den 4 juni 2023.

## Kyrkobyggnaden
Anläggningen, som är uppförd av rött fasadtegel, är ritad av arkitekten Stig Morud och invigdes 1975. Stilen är typisk för efterkrigstidens kyrkor och byggnaden har inte ändras nämnvärt sedan byggnadstiden. 
Kyrka och församlingshem ligger längs med gatan och har var sin entré, med klocktornet beläget mitt emellan. Interiörens väggar är av fasadtegel och kyrkorummet har fasta bänkkvarter och sidoskepp. Innertaket är utfört med omålad panel. Bordaltaret står i en utbyggd nisch. 

## Inventarier
- Ett fönster med ett uppståndelsemotiv utfört av konstnären Gösta Pettersson.
- I vapenhuset hänger en gammal klocka från 1630.

### Orgel
- På golvet i norr står en mekanisk orgel med ljudande fasad tillverkad 1978 av Smedmans Orgelbyggeri. Den har arton stämmor fördelade på två manualer och pedal.[4]